# Taban Deng Gai

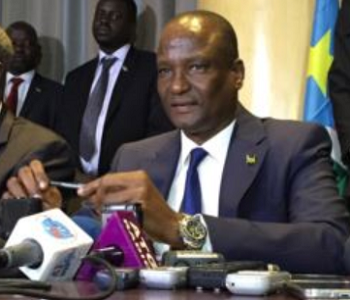
Taban Deng Gai

Taban Deng Gai ist ein südsudanesischer Politiker. Er war einer der Vizepräsidenten des Südsudan in dem Revitalised Transitional Government of National Unity (RTGoNU) seit Februar 2020. Davor war er First Vice President of South Sudan von 23. Juli 2016 bis Februar 2020 und davor Mining Minister.

## Leben
Taban Deng Gai wurde um 1950 im Dorf Kerial geboren. Das Gebiet gehört heute zum Bundesstaat Unity Kerial existiert allerdings nicht mehr, da der Ort während des Bürgerkriegs zerstört. Deng gehört der Ethnie der Nuer an. Er verortet sich selbst als Mitglied des Jikany-Clans der Nuer, auch wenn sein Heimatdorf eine Siedlung der Leek Nuer war. Der Journalist Fred Oluoch schreibt, er habe auch arabische Wurzeln.
Taban Deng Gai ist eng verbunden mit der Familie von Riek Machar. Er ist verheiratet mit Rieks Schwester und auch Cousin von Machars Frau Angelina Teny. Im Verlauf des Zweiten Sudanesischen Bürgerkrieges diente er als Verwalter des Flüchtlingslagers in Itang, als Leiter der Humanitätern Arbeit der Sudan People’s Liberation Army (SPLA) in Nasir und als Quartiermeister für Machar. Als die Einheiten, die gegenüber Machar Loyal waren, sich von der Hauptströmung der SPLA absonderten und die SPLA-Nasir bildeten, war Deng der Hauptunterhändler zwischen der letzteren und der sudanesischen Regierung. Die SPLA-Nasir kam schließlich zu einer Übereinkunft mit der sudanesischen Regierung, und ihr politischer Arm beteiligte sich an der Politik des Sudan. Deng wurde in der Folge zum Gouverneur des Bundesstaates Unity State, woraus jedoch erneut Spannungen zwischen Machar und einem anderen lokalen, regierungstreuen Miliz-Führer, Paulino Matip Nhial, entstand. Von 1998 bis 1999 kam es dort zu Gewaltausbrüchen. Taban Deng Gai war Gouverneur des Unity State von 1997 bis 1999 und Stellvertretender Minister für Straßen und Brücken von 1999 bis 2000.
Am 30. September 2005 wurde er erneut Gouverneur des Unity State. Im April 2010 verkündete die Wahlleitung nach den Gouverneurswahlen, dass Taban Deng Gai mit 137.662 Stimmen gewonnen habe, wobei er seine Cousine und Gegenkandidatin Angelina Teny geschlagen habe, die nur 63.561 Stimmen erhalten habe. Die Resultate wurden heftig diskutiert. Teny beschuldigte Deng, Milizionäre eingesetzt zu haben, um ihre Unterstützer einzuschüchtern. Die Wahl führte zu einer Entfremdung zwischen Deng und Teny, und in der Folge auch von Machar. Als der Südsudanesische Bürgerkrieg ausbrach, schloss sich Deng anfangs der Sudan People’s Liberation Movement-in-Opposition (SPLM-IO) von Riek Machar an und wurde der zweite Mann für Machar (second-in-command). Deng wurde auch der wichtigste Unterhändler der Rebellen mit der Regierung des Südsudan unter Präsident Salva Kiir Mayardit. Im August 2015 kamen die SPLM-IO und die Regierung zu einem Einverständnis über eine Aufteilung der Macht, wobei Deng zutiefst unzufrieden zurückblieb, denn er erhielt den Posten des Mining Minister an Stelle des Petroleum Minister, wie er das gewünscht hatte. Er begann in der Folge im Geheimen mit Kiirs Leuten zusammenzuarbeiten. Obwohl der Militärgeheimdienst der SPLM/A-IO seine Machenschaften aufdeckte, weigerte sich die Führung der Rebellen, auf die Berichte zu hören. Im April 2016 trat er als Chefunterhändler der Rebellen zurück und behauptete, er müsse sich voll auf seine neue Position als Mining Minister konzentrieren. In Wahrheit schloss sich Deng nach der Schlacht von Juba im Juli 2016 voll der Regierung an und nahm offiziell die Stellung von Machar als Erster Vizepräsident ein. Eine Reihe von Aufständischen folgte ihm und wurde als Juba Faction der SPLM/A-IO bekannt. Sie begannen an der Seite der Regierungstruppen gegen Machars loyale Verbände zu kämpfen, Deng wurde daraufhin von anderen Rebellen als Verräter behandelt.

## Sanktionen
Im Januar 2020 sanktionierte das U.S. Treasury Department Deng „für seine Verwicklung in schwerwiegende Verletzungen der Menschenrechte, inklusive des Verschwindens und des Todes von Zivilisten.“ Deng wies Anschuldigungen immer zurück. Er bezeichnet sich selbst als „Mann des Friedens“ (man of peace).